# Crânio de Florisbad
O crânio de Florisbad é um importante fóssil humano do início da Idade da Pedra Média, representando o Homo heidelbergensis final ou o Homo sapiens inicial. Foi descoberto em 1932 por T. F. Dreyer no sítio Florisbad, Província de Free State, África do Sul.

## Classificação
O crânio de Florisbad foi classificado como Homo (Africanthropus) helmei por Dreyer (1935), em homenagem ao patrocinador da expedição de Dreyer, R. E. Helme. O nome genérico Africanthropus proposto por Dreyer foi adotado por Weinert (1938) para se referir aos primeiros fósseis humanos africanos. Scerri et al. (2018) apresentam o fóssil como evidência de "multirregionalismo africano", a visão de uma especiação complexa de H. sapiens amplamente dispersa pela África, com hibridização substancial entre H. sapiens e hominíneos mais divergentes em diferentes regiões. Lahr e Mounier (2019) também classificam o crânio de Florisbad como um exemplo dos primeiros H. sapiens, que eles sugerem ter surgido entre 350.000 e 260.000 anos atrás da fusão de populações na África do Sul e Oriental.

## Descrição
O Crânio de Florisbad pertencia a um espécime dentro da faixa de tamanho dos humanos modernos, com um volume cerebral maior que a média moderna, de 1.400 cm3. Com base em amostras de esmalte do dente encontrado com o crânio, o fóssil foi datado diretamente por ressonância de spin eletrônico datando de cerca de 259 ± 35 ka (entre 294.000 e 224.000 anos de idade).